# Elvira Nabioullina
Elvira Sakhipzadovna Nabioullina (russe : Эльвира Сахипзадовна Набиуллина; tatar : Эльвира Сәхипзәде кызы Нәбиуллина, bachkir : Эльвира Сәхипзада ҡыҙы Нәбиуллина), née le 29 octobre 1963 à Oufa, est une économiste russe et présidente de la Banque centrale de Russie depuis le 24 juin 2013.

## Biographie

### Jeunesse et éducation
Elvira Nabioullina est née à Oufa, au Bachkortostan, le 29 octobre 1963 dans une famille tatare,. Son père est chauffeur et sa mère est cadre d'usine.
Elle est diplômée de l'université d'État de Moscou en 1986,. Au cours des années suivantes, elle a également été sélectionnée pour le programme de bourses Yale World 2007.

### Carrière
Entre 1991 et 1994, Elvira Nabioullina travaille pour l'Union de la science et de l'industrie de l'Union soviétique puis pour l'organisation qui lui succède, l'Union russe des industriels et des entrepreneurs. En 1994, elle entre au ministère du Développement économique et du Commerce, au sein duquel elle est nommée sous-ministre en 1997 ; elle quitte le ministère en 1998.

#### Banque centrale de Russie
En 2013, elle accède à la direction de la Banque centrale de Russie, devenant la première femme nommée à la tête d'une banque centrale dans un pays du G8. Elle modernise la politique monétaire russe pour l'amener aux standards internationaux et ouvrir le pays à l'international par une politique libérale.
Depuis le 24 février 2022, elle opère le mouvement inverse et tente un repli sur soi de la Russie afin de protéger les russes des conséquences des sanctions financières occidentales, dans le cadre de la guerre d'invasion de l'Ukraine par la Russie. Ainsi, elle interdit les sorties de devises, interdit aux occidentaux de vendre leurs participations dans des sociétés russes, augmente le taux directeur de la Banque centrale à plus de 20 %, ferme la bourse, restreint les transferts financiers à l'étranger et applique une politique de contrôle des changes. Son objectif est de stabiliser le rouble et d'éviter l'inflation des prix, politique qui porte de plus en plus ses fruits : courant 2022, le taux du rouble caracole à la hausse dans l'ensemble des places boursières internationales. Mais en 2023, le taux chute,.
Elle figure sur les listes de personnes sanctionnées par les États-Unis et le Royaume-Uni, mais pas de l'Union européenne.
Elle a le grade civil de conseiller d'État effectif de la fédération de Russie de 1re classe.

### Source de la traduction
- (en) Cet article est partiellement ou en totalité issu de l’article de Wikipédia en anglais intitulé « Elvira Nabiullina » (voir la liste des auteurs).